# Dollaro di Trinidad
Il dollaro è stato la valuta di Trinidad fino al 1814. La valuta era creata tagliando monete del dollaro spagnolo o altre monete coloniali spagnole. Prima del 1811, il dollaro valeva 8 scellini, ognuno di 12 penny. Dopo il 1811 valeva 9 scellini. Nel 1814 la sterlina divenne la valuta  ufficiale dell'isola. Dal 1905 i dollari circolarono di nuovo a Trinidad, prima il dollaro di Trinidad e Tobago, poi il dollaro delle Indie occidentali britanniche, prima che il dollaro di Trinidad e Tobago fosse reintrodotto.

## Monete
Tra il 1798 e il 1801, sono stati emessi scellini che erano creati tagliando pezzi dai real da 8. Nel 1804, furono emesse monete con i dollari spagnoli tagliati in quattro o a metà per un valore di 3 e 6 pezzi penny. Nel 1811 alle monete da 8 real veniva tagliato un foro al centro. Il cerchietto tagliato veniva fatto circolare come monete da 1 scellino, mentre i dollari forata erano emessi come pezzi da 9 scellini. Tutte le monete erano contro-marcati con una  "T" incusa.